# Герлах III фон Изенбург
Герлах III фон Изенбург-Гренцау (на немски: Gerlach III von Isenburg-Grensau; † сл. 18 юли 1502) е господар на Изенбург-Гренцау.
Той е син на Герлах II, господар на Изенбург-Гренцау († 6 май 1488), и съпругата му Юта фон Епенщайн († сл. 21 май 1451), дъщеря на граф Готфрид VII фон Епенщайн-Мюнценберг († 1437) и графиня Юта фон Насау-Диленбург († 1424). Внук е на Салентин VI фон Изенбург, господар в Гренцау († 1458), и втората му съпруга Мария фон Изенбург-Бюдинген-Гренцау.
Брат е на Якоб, ко-граф в Изенбург (1470 – 1488), каноник в Кьолн († сл. 17 януари 1505), Салентин, каноник в Трир и Кьолн († 1488), и на Арнолд, каноник в Кьолн, Майнц и Трир († 1492).

## Фамилия
Герлах се жени на 6 март 1455 г. за Хилдегард фон Зирк (* 1430; † сл. 14 май 1478), наследничка на Майнсберг и Фрауенберг, дъщеря на граф Арнолд VII фон Зирк († 1443) и Ева фон Даун († сл. 1485). Те имат децата:
- Салентин VII фон Изенбург (ок. 1470; † сл. 24 септември 1534), господар на Изенбург Салм, Хунолщайн и Ноймаген, женен на 11 септември 1497 г. за Елизабет Фогт фон Хунолтщайн-Ноймаген (ок. 1475 – 1536 или 4 юни 1538), наследничка на Ноймаген и Санкт-Йоханисберг
- Герлах IV фон Изенбург (ок. 1490 – 1530), господар на Изенбург, Хершбах и Майнсберг, женен на 5 юли 1494 г. за Анастасия фон Мьорс
- Вилхелм фон Изенбург (ок. 1499 – 1525 в Елзас), господар в Гренцау
- Ева († 1531), абатиса на Торн (1486 – 1531)
- Йохан (fl 1496)
- Елза
- Бузет